# Tenor (weboldal)
A Tenor egy online GIF-kereső és adatbázis. Fő terméke a GIF Keyboard, amely iOS, Android és macOS platformokon érhető el. A Giphy GIF-keresőmotor a Tenor egyik legnagyobb versenytársa.

## Története
A vállalatot David Macintosh, Erick Hachenburg és Frank Nawabi alapították 2014 februárjában Riffsy néven. A Tenort a Redpoint Ventures, a Menlo Ventures, a Cowboy Ventures és a Tenaya Capital finanszírozta.
2018. március 27-én a Tenort megvásárolta a Google. A társaság továbbra is önálló márkanévként működik.

## Partnerségek
A Tenor számos billentyűzeten és üzenetküldő alkalmazásban érhető el.
2017. április 25-én a Tenor bemutatott egy alkalmazást, amely elérhetővé teszi a GIF fájlokat a MacBook Pro Touch Barjában. A felhasználók végiggörgethetik a GIF-eket, és megérintve másolhatják a vágólapra.
2017. szeptember 7-én a Tenor közzétett egy szoftverfejlesztői készletet a Unity és az Apple ARKit számára. Ez lehetővé teszi a fejlesztők számára, hogy integrálják a GIF-eket a kiterjesztett valóság alkalmazásaiba és játékaiba.

## Cenzúra
2017. november 6-án válaszul arra, hogy a felhasználók a Tenor és hasonló szolgáltatásokat használták a GIF-ek terjesztésére a helyi törvények szerint törvénytelen tartalommal, az indonéz Kommunikációs és Informatikai Minisztérium azzal fenyegetőzött, hogy blokkolja a WhatsApp nevű alkalmazást. A szabályozó elismerte, hogy annak ellenére, hogy külső szolgáltatóktól származik, a WhatsApp teljes felelősséggel tartozik azért, hogy lehetővé teszi a tartalom terjesztését a felhasználók számára, mivel a szolgáltatás része volt a platformjuknak. Másnap Tenort blokkolták az országban. A fenyegetéseket később elvetették.

## Fordítás
Ez a szócikk részben vagy egészben  a   Tenor (website) című angol Wikipédia-szócikk ezen változatának fordításán alapul.  Az eredeti cikk szerkesztőit annak laptörténete sorolja fel. Ez a jelzés csupán a megfogalmazás eredetét és a szerzői jogokat jelzi, nem szolgál a cikkben szereplő információk forrásmegjelöléseként.